# Urodasys uncinostylis
Urodasys uncinostylis is een buikharige uit de familie Macrodasyidae. Het dier komt uit het geslacht Urodasys. Urodasys uncinostylis werd in 1998 voor het eerst wetenschappelijk beschreven door Fregni, Tongiorgi & Faienza. 